# Паво Нурми
Паво Нурми (Турку, 13. јун 1897 — Хелсинки, 2. октобар 1973) је фински атлетичар који је остао познат у историји спорта као „летећи Финац” и највећи дугопругаш свих времена.
Од 1922. до 1931. Паво Нурми побољшао је све свјетске рекорде на стазама од 1.500 до 20.000 m; укупно је 25 пута рушио свјетске рекорде. Πрви је спортиста коме је за живота подигнут споменик. Био је специфична личност, ћутљив, повучен, ничим се није превише истицао осим својом величином на атлетској стази. Тренирао је трчећи сам, а звали су га „човјек са штоперицом”, јер је — и на тренинзима и на трци — његов главни противник најчешће било вријеме.
Рођен у Турку, у Финској, Нурми је током двадесетих година 20. вијека — заједно са својим сународницима Ханесом Колемаиненом и Вилеом Ритолом — творио непобједиву групу која је доминирала средњим и дугопругашким атлетским такмичењима у склопу Олимпијских игара 1920, 1924. и 1928. године, побјеђујући и декласирајући невјероватном супериорношћу читаву тадашњу међународну конкуренцију.
На Олимпијским играма 1920. у Антверпену, 1924. у Паризу и 1928. у Амстердаму Паво Нурми је освојио укупно девет златних и три сребрне олимпијске медаље. Подвиг који је обиљежио његову каријеру и ушао у олимпијску легенду постигнут је на Играма у Паризу, кад је освојио пет златних медаља, а круна тих Игара су његове антологијске побједе, 10. јула 1924. године, на 1500 и 5000 m, које је остварио (извори се ту разликују) у размаку од, негдје стоји 30-ак, негдје 50, али никако више од 90 минута. Намјеравао се такмичити и на Олимпијским играма у Лос Анђелесу 1932. године, и то у маратону, али је одлуком надлежних инстанци МОК-а, у складу с оновременим крутим аматерским начелима, био доживотно дисквалификован, јер је установљено да је 1925. године, за 55 наступа у дворанама широм Америке, наплатио више од 250.000 долара, за оно вријеме баснослован новац. Уочи Олимпијских игара у Хелсинкију 1952. Међународни олимпијски комитет рехабилитовао је Нурмија, а Финци су му додијелили част да запали олимпијски пламен.
Кад је умро 1973. године, у Хелсинкију је овом, можда најпознатијем Финцу у историји, приређен погреб са свим државним почастима. Његов споменик се налази пред Олимпијским стадионом у Хелсинкију.

## Каријера
Године 1920 – ОИ, 3 златне медаље (10.000 m, крос кантри појединачно и крос кантри екипно) и 1 сребрна медаља (5000m)
Године 1924 – ОИ, 5 златних медаља (1500 m, 5000 m, крос кантри појединачно, 3000 m екипно и крос кантри екипно)
Године 1928 – ОИ, 1 златна медаља (10.000 m) и 2 сребрне медаље (5000 m и 3000 m са препрекама)

### Сезоне
| Сезона | Растојање                | Почеци | Попеде | Подијуми | DNF |
| ------ | ------------------------ | ------ | ------ | -------- | --- |
| 1920   | 1500 m – 10.000 m        | 14     | 13     | 14       | 0   |
| 1921   | 800 m – 10.000 m         | 17     | 15     | 16       | 0   |
| 1922   | 800 m – 4 миље           | 20     | 20     | 20       | 0   |
| 1923   | 800 m – 5000 m           | 23     | 23     | 23       | 0   |
| 1924   | 800 m – 10.00 m          | 25     | 25     | 25       | 0   |
| 1925   | 800 m – 10.00 m          | 58     | 56     | 57       | 1   |
| 1926   | 1000 m – 10.00 m         | 19     | 16     | 19       | 0   |
| 1927   | 1500 m – 5000 m          | 12     | 12     | 12       | 0   |
| 1928   | 1500 m – Једносатна трка | 15     | 12     | 15       | 0   |
| 1929   | Mile – 6 миља            | 14     | 12     | 14       | 0   |
| 1930   | 1500 m – 20.000 m        | 11     | 11     | 11       | 0   |
| 1931   | 2 миље – 7 миља          | 16     | 14     | 14       | 2   |
| 1932   | 10.000 m – маратон       | 3      | 2      | 2        | 1   |
| 1933   | 1500 m – 25.000 m        | 16     | 13     | 15       | 1   |
| 1934   | 3000 m – 10.000 m        | 8      | 8      | 8        | 0   |

### Догађаји
| Догађај  | Године    | Почеци | Победе | Подијуми | DNF |
| -------- | --------- | ------ | ------ | -------- | --- |
| 800 m    | 1921–1925 | 8      | 6      | 8        | 0   |
| 1500 m   | 1920–1933 | 33     | 30     | 32       | 0   |
| Миља     | 1920–1929 | 10     | 9      | 10       | 0   |
| 3000 m   | 1920–1934 | 29     | 27     | 29       | 0   |
| 2 миље   | 1922–1931 | 23     | 22     | 23       | 0   |
| 5000 m   | 1920–1934 | 71     | 67     | 69       | 2   |
| 10.000 m | 1920–1934 | 17     | 17     | 17       | 0   |
| Теренски | 1920–1934 | 23     | 23     | 23       | 0   |

### Олимпијаде
| Година | Датум      | Догађај                     | Време        | Резултат     |
| ------ | ---------- | --------------------------- | ------------ | ------------ |
| 1920   | 16. август | 5000 m                      | 15:33.0      | Q (2. место) |
| 1920   | 17. август | 5000 m – финале             | 15:00.5      | 2. место     |
| 1920   | 19. август | 10,000 m                    | 33:46.3      | Q (2. место) |
| 1920   | 20. август | 10,000 m – финале           | 31:45.8      | 1. место     |
| 1920   | 22. август | Индивидуални крос           | 27:15.0      | 1. место     |
| 1920   | 22. август | Тимски крос                 | 10 pts       | 1. место     |
| 1924   | 8. јул     | 5000 m                      | 15:28.6      | Q (1. место) |
| 1924   | 9. јул     | 1500 m                      | 4:07.6       | Q (1. место) |
| 1924   | 10. јул    | 1500 m – финале             | 3:53.6 (OR)  | 1. место     |
| 1924   | 10. јул    | 5000 m – финале             | 14:31.2 (OR) | 1. место     |
| 1924   | 11. јул    | 3000 m team race            | 8:47.8 (1st) | Q (1. место) |
| 1924   | 12. јул    | Индивидуални крос           | 32:54.8      | 1. место     |
| 1924   | 12. јул    | Тимски крос                 | 11 pts       | 1. место     |
| 1924   | 13. јул    | 3000 m тимска трка – финале | 8:32.0 (1st) | 1. место     |
| 1928   | 29. јул    | 10,000 m                    | 30:18.8 (OR) | 1. место     |
| 1928   | 31. јул    | 5000 m                      | 15:08.0      | Q (4. место) |
| 1928   | 1. август  | 3000 m                      | 9:58.8       | Q (1. место) |
| 1928   | 3. август  | 5000 m – финале             | 14:40.0      | 2. место     |
| 1928   | 4. август  | 3000 m – финале             | 9:31.2       | 2. место     |

## Светски рекорди

### IAAF-ратификовани
| Растојање       | Време     | Датум              | Локација |
| --------------- | --------- | ------------------ | -------- |
| 1500 m          | 3:52.6    | 19. јун 1924       | Хелсинки |
| Миља            | 4:10.4    | 23. август 1923    | Стокхолм |
| 2000 m          | 5:26.3    | 4. септембар 1922  | Тампере  |
| 2000 m          | 5:24.6    | 18. јун 1927       | Куопио   |
| 3000 m          | 8:28.6    | 27. август 1922    | Турку    |
| 3000 m          | 8:25.4    | 24. мај 1926       | Берлин   |
| 3000 m          | 8:20.4    | 13. јул 1926       | Стокхолм |
| 2 миље          | 8:59.6    | 24. јул 1931       | Хелсинки |
| 3 миље          | 14:11.2   | 24. август 1923    | Стокхолм |
| 5000 m          | 14:35.4   | 12. септембар 1922 | Стокхолм |
| 5000 m          | 14:28.2   | 19. јун 1924       | Хелсинки |
| 4 миље          | 19:15.4   | 1. октобар 1924    | Виборг   |
| 5 миља          | 24:06.2   | 1. октобар 1924    | Виборг   |
| 6 миља          | 29:36.4   | 8. јун 1930        | Лондон   |
| 10000 m         | 30:40.2   | 22. јун 1921       | Стокхолм |
| 10000 m         | 30:06.2   | 31. август 1924    | Куопио   |
| 15000 m         | 46:49.6   | 7. октобар 1928    | Берлин   |
| 10 миља         | 50:15.0   | 7. октобар 1928    | Берлин   |
| Једносатна трка | 19,210 m  | 7. октобар 1928    | Берлин   |
| 20,000 m        | 1:04:38.4 | 3. септембар 1930  | Стокхолм |
| 4 × 1500 m      | 16:26.2   | 12. јул 1926       | Стокхолм |
| 4 × 1500 m      | 16:11.4   | 17. јул 1926       | Виборг   |

### Незванично
| Растојање          | Време     | Датум              | Локација   |
| ------------------ | --------- | ------------------ | ---------- |
| 1500 m             | 3:53.0    | 23. август 1923    | Стокхолм   |
| 1500 m (у дворани) | 3:56.2    | 6. јануар 1925     | Њујорк     |
| Миља (у дворани)   | 4:13.5    | 6. јануар 1925     | Њујорк     |
| Миља (у дворани)   | 4:12.0    | 7. март 1925       | Бафало     |
| 2000 m (у дворани) | 5:33.0    | 17. јануар 1925    | Њујорк     |
| 2000 m (у дворани) | 5:30.2    | 28. јануар 1925    | Њујорк     |
| 2000 m (у дворани) | 5:22.4    | 12. фебруар 1925   | Бафало     |
| 3000 m             | 8:27.8    | 17. септембар 1923 | Копенхаген |
| 3000 m (у дворани) | 8:26.8    | 15. јануар 1925    | Њујорк     |
| 3000 m (у дворани) | 8:26.4    | 12. март 1925      | Њујорк     |
| 2 миље (у дворани) | 9:08.0    | 7. фебруар 1925    | Њујорк     |
| 2 миље (у дворани) | 8:58.2    | 14. фебруар 1925   | Њујорк     |
| 3 миље             | 14:14.4   | 10. август 1922    | Кокола     |
| 3 миље             | 14:08.4   | 12. септембар 1922 | Стокхолм   |
| 3 миље             | 14:02.0   | 19. јун 1924       | Хелсинки   |
| 5000 m (у дворани) | 14:44.6   | 6. јануар 1925     | Њујорк     |
| 4 миље             | 19:18.8   | 31. август 1924    | Куопио     |
| 5 миља             | 24:13.2   | 31. август 1924    | Куопио     |
| 6 миља             | 29:41.2   | 22. јун 1921       | Стокхолм   |
| 6 миља             | 29:07.1   | 31. август 1924    | Куопио     |
| 25-миљни маратон   | 2:22:03.8 | 26. јун 1932       | Виборг     |